# Carbono-13
El carbono-13 (13C) es un  isótopo estable natural del carbono y uno de los isótopos ambientales, ya que forma parte en una proporción del 1,1 % de todo el carbono natural de la Tierra. Sirve para medir el volumen de los elementos que se encuentran en la tierra. Su núcleo contiene 6 protones y 7 neutrones.

## Detección porespectroscopia NMR
Debido a sus propiedades de los spines nucleares, con un spin de +½, justo como el átomo de hidrógeno, este isótopo responde a una señal resonante de radiofrecuencia (RF). La absorción y emisión de la señal RF por los núcleos atómicos puede monitorearse y detectarse usando espectroscopia de resonancia magnética nuclear, más conocida como espectroscopia NMR. Esta es una técnica que sirve para dar información de la identidad y número de átomos adyacentes a otros átomos en dicha  molécula, dando la agrupación de la estructura de una molécula orgánica.  Desde que 12C tiene "spin cero", no da una señal NMR, y solo el 1 % de los átomos en una molécula son 13C, no es querido que el acoplamiento carbono-carbono se vea. Para la adquisición del espectro NMR de 13C se puede tardar de unos minutos a varias horas debido a la necesidad de muchas pasadas de escáner para lograr resultados distinguibles del ruido nuclear de fondo de causas naturales.
En las proteínas NMR biológica se puede deliberadamente marcar con 13C (y usualmente nitrógeno-15) para facilitar la determinación de la estructura de las proteínas. 
Esto es activado por crecimiento de microorganismos genéticamente modificados para expresar la proteína en un medio de crecimiento con glucosa marcada con 13C como única fuente de carbono. En esta vía, las  proteínas con un contenido de 13C del 100 % pueden  producirse.

## Detección por espectrometría de masas
Un espectograma de masa de un compuesto orgánico usualmente contendrá un pequeño pico de una unidad de masa más grande que el aparente pico molecular del ion (M). Esto se conoce como el pico M+1  y se origina debido a la presencia de átomos 13C. Una molécula conteniendo un átomo de carbono se esperará que tenga un pico M+1  de approximadamente 1,1 % del tamaño del pico M  como ese 1,1 % de átomos de carbono serán 13C más que 12C. Similarmente una molécula con dos átomos de carbono tendrá un pico M+1 de aproximadamente 2,2 % del tamaño del pico M, siendo doble por la completa probabilidad que la molécula contenga un átomo 13C.
En lo de arriba se han simplificado la matemática y la química, sin embargo puede usarse efectivamente para dar el número de átomos de carbono de moléculas de tamaño pequeño a mediano. En la siguiente  fórmula, el resultado debería redondearse al entero más cercano:

{\displaystyle C={\frac {100Y}{1.1X}}}

donde C es el número de átomos de C, X es la amplitud del pico del ion M e Y es la amplitud del pico de ion M+1.
Los compuestos enriquecidos de 13C  se usan en estudios de procesos metabólicos por medio de la espectrometría de masas. Tales compuestos son seguros debido a que no son radioactivos. Además, el 13C se usa para cuantificar proteínas (proteómica cuantitativa). Otra importante aplicación es marcar isótopos estables con aminoácidos en cultivo de células (acrónimo en inglés:SILAC).